# Агафонов, Юрий Васильевич
Юрий Васильевич Агафонов (16 августа 1953, РСФСР, СССР, Губаха, Пермский край, Губахинский муниципальный округ — 13 сентября 1995, Россия, Пермь (Губаха)) — советский и российский пианист, солист Пермской филармонии, лауреат Всероссийских и Международных конкурсов. Заслуженный артист Российской Федерации.

## Биография

### Личная жизнь
Родился 16 августа 1953 года в Губахе Пермского края. Окончил детскую музыкальную школу № 2, окончил Пермское музыкальное училище, окончил Московскую консерваторию и аспирантуру.
Являлся выпускником Пермского музыкального училища по классу преподавателя Бориса Глаголева, Агафонов в 1977 году окончил Московскую государственную консерваторию имени Петра Чайковского по классу музыканта, народного артиста России, профессора М. С. Воскресенского, а после вернулся в Пермь.
Являясь ведущим солистом Пермской филармонии, Юрий Васильевич поступил в ассистентуру-стажировку Московской консерватории. Именно во время своего «ассистентского» периода он стал лауреатом Всероссийского конкурса пианистов (Казань, 1981), завоевав 3-е место, а в 1994 году пианист принял участие в работе Международного конкурса имени Петра Чайковского, который проходил в Москве, был в качестве концертмейстера.

### Смерть
Убит 13 сентября 1995 года в собственной квартире в городе Перми (Губахе).

### Этапы творческого пути
- С 1972 — 1977 годы обучался в Московской государственной консерватории имени Чайковского (класс профессора Воскресенского М. С.).
- С 1978 года — солист Пермской государственной филармонии.
- У Юрия с 1980 — 1983 года ассисентура-стажировка высшего исполнительского мастерства при Московской консерватории.
- С 1982 года — лауреат Всероссийского конкурса пианистов г. Казань.
- В 1987 году получил диплом лучшего концертмейстера Всероссийского конкурса вокалистов г. Пермь.
- С 1994 года являлся концертмейстером Международного конкурса вокалистов «Янтарный соловей» г. Калининград.
- С 1994 года — официальный концертмейстер конкурса имени П. И. Чайковского.

## Звания и награды
- Заслуженный артист Российской Федерации

## Память
- Доска памяти открыта в 2017 году его сестрой в городе Перми на Фасаде дома № 22а по улице 25 Октября, которая проходит по Ленинскому и Свердловскому районам, от улиц Монастырской и Чернышевского[1][2][3].
- Имеется детская музыкальная школа им. Ю. Агафонова[4].
- В память о Ю. В. Агафонове неоднократно проводились различные музыкальные фестивали, один из фестивалей называется «Друзья и коллеги Юрия Агафонова»[5].
- Проводятся много лет конкурсы в честь Ю. В. Агафонова[6].